# Norio Kobayashi
Norio Kobayashi (小林 のりお, Kobayashi Norio, né en 1952) est un photographe japonais.

## Biographie
Kobayashi naît à Ōdate, préfecture d'Akita en 1952. Il quitte le Nippon Dental College en 1980, avant la fin de ses études. Il est diplômé de l'école de photographie de Tokyo. 
Kobayashi a une exposition personnelle intitulée Landscapes à la Gallery Eye-Heart, Tokyo en 1982, montrant une série de paysages prise dans la zone urbaine marginale, souvent développée pour le logement ou le développement d'une nouvelle ville. En 1986, il publie Landscape, qui remporte le prix des nouveaux photographes par la société photographique du Japon en 1987. First Light remporte le prix Kimura Ihei de photographie en 1993.
Les photographies de Kobayashi sont montrées avec celles de Yūji Saiga, Naoya Hatakeyama et Toshio Yamane dans une exposition, Land of Paradox, qui voyage aux États-Unis en 1996–97.

## Publications
- Ashiya City Museum of Art and History (芦屋市立美術館?), Ashiya-shi Bijutsukan). Rando obu paradokkusu (ランド・オブ・パラドックス?) / Land of Paradox. Kyoto: Tankōsha, 1997.  (ISBN 4-473-01549-1).
- Fuku, Noriko, ed. Land of paradox: Yuji Saiga, Naoya Hatakeyama, Norio Kobayashi, Toshio Yamane. Daytona Beach, Fla: Daytona Beach Community College, 1996.  (ISBN 1-887040-16-1). Catalogue of the exhibition as held in the US.
- Last Home, Camera Works Tokyo no 10. 1983.
- Randosukēpu (ランドスケープ?) / Japanese Landscapes. Tokyo : Ark One, 1986.
- Saishū (彩集?). Tama, Tokyo : Tama City, 1991. les photographies sont de Kobayashi.
- Fāsuto raito (ファ-スト・ライト?) / First Light: Japanese Landscape. Tokyo : Atelier Peyotl, 1992.  (ISBN 4-89342-181-6).
- Surface, Booth-Clibborn Editions, England. 1996. (collaboration)